# Poustka (přírodní rezervace)
Poustka je přírodní rezervace poblíž města Hartmanice v  okrese Klatovy. Chráněné území se rozkládá asi dva a půl kilometru jihovýchodně od osady Keply a jeden a půl kilometru jihozápadně od osady Mochov. Oblast spravuje Správa NP a CHKO Šumava. Důvodem ochrany je horská olšina s olší šedou (Alnus incana), podmáčené a rašelinné smrčiny s  výskytem rosnatky okrouhlolisté (Drosera rotundifolia), tučnice obecné (Pinguicula vulgaris), ostřice Hartmanovy (Carex hartmanii) a ostřice Davallovy (Carex davalliana).